# Nikolai Nikolajewitsch Jewdokimow

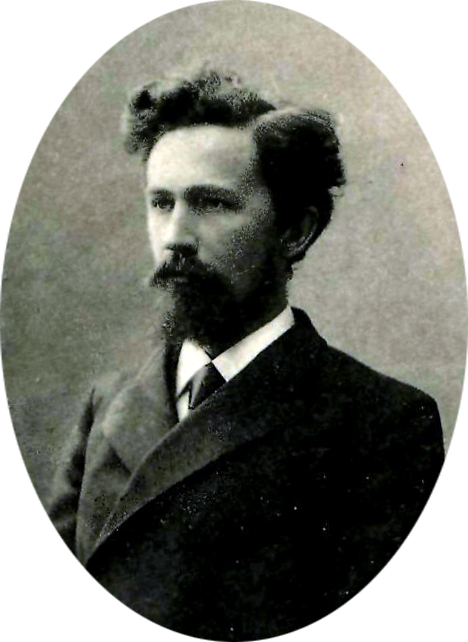
Nikolai Nikolajewitsch Jewdokimow (1905)

Nikolai Nikolajewitsch Jewdokimow (ukrainisch Микола Миколайович Євдокимов, russisch Николай Николаевич Евдокимов, in englischer Transliteration Nikolai Nikolayevich Evdokimov; * 26. Märzjul. / 7. April 1868greg. in Charkiw; † 5. April 1941 ebenda) war ein sowjetischer/russischer Astronom.

## Leben
Nikolai Nikolajewitsch Jewdokimow wurde in Charkiw geboren und schloss 1890 sein Studium an der Universität Charkiw ab. Er war als Stipendiat zur Vorbereitung auf die Professur am dortigen Lehrstuhl für Astronomie tätig.
Von 1893 bis 1898 war er außerordentlicher Assistent am Charkiw-Observatorium, dann arbeitete er dort bis 1914 als beobachtender Astronom, von 1917 bis 1930 war er als Nachfolger von Ludwig von Struve Direktor der Sternwarte.
1912 verteidigte er seine Dissertation zum Thema „Bestimmung von Fixstern-Parallaxen aus Medianbeobachtungen des Charkiwer Astronomischen Observatoriums“ Seit 1914 war er Professor für Astronomie und Geodäsie an der Universität Charkiw.
Im Jahre 1927 wurde er Mitglied des Büros für Längengrade in Leningrad und von 1928 bis 1932 dessen Vorsitzender. Anschließend war er Mitglied des provisorischen Vorstands der Gesellschaft Ukrainischer Astronomen, dazu wurde er im Dezember 1928 auf dem Kongress der Vereinigung der Astronomen der RSFSR in Leningrad gewählt. Ab 1937 war er Mitglied der astrometrischen Kommission des astronomischen Rats der Akademie der Wissenschaften der UdSSR in Pulkowo.
Jewdokimows wichtigste Arbeiten  auf dem Gebiet der Astrometrie sind das Ergebnis seiner Meridianbeobachtungen von Tierkreissternen und schwachen polnahen Sternen. Er bestimmte Sternparallaxen, führte Langzeitbeobachtungen der Positionen der Riesenplaneten durch und nahm an Expeditionen zur Beobachtung von Sonnenfinsternissen teil.
Jewdokimow wurde 1908 Mitglied der Deutschen Astronomischen Gesellschaft.  Er wurde im Dezember 1935 zum Verdienten Wissenschaftler der Ukrainischen SSR ernannt. Im Jahre 1970 benannte die IAU den Mondkrater Evdokimov offiziell nach Nikolai Nikolajewitsch Jewdokimow.